# Aeonium davidbramwellii

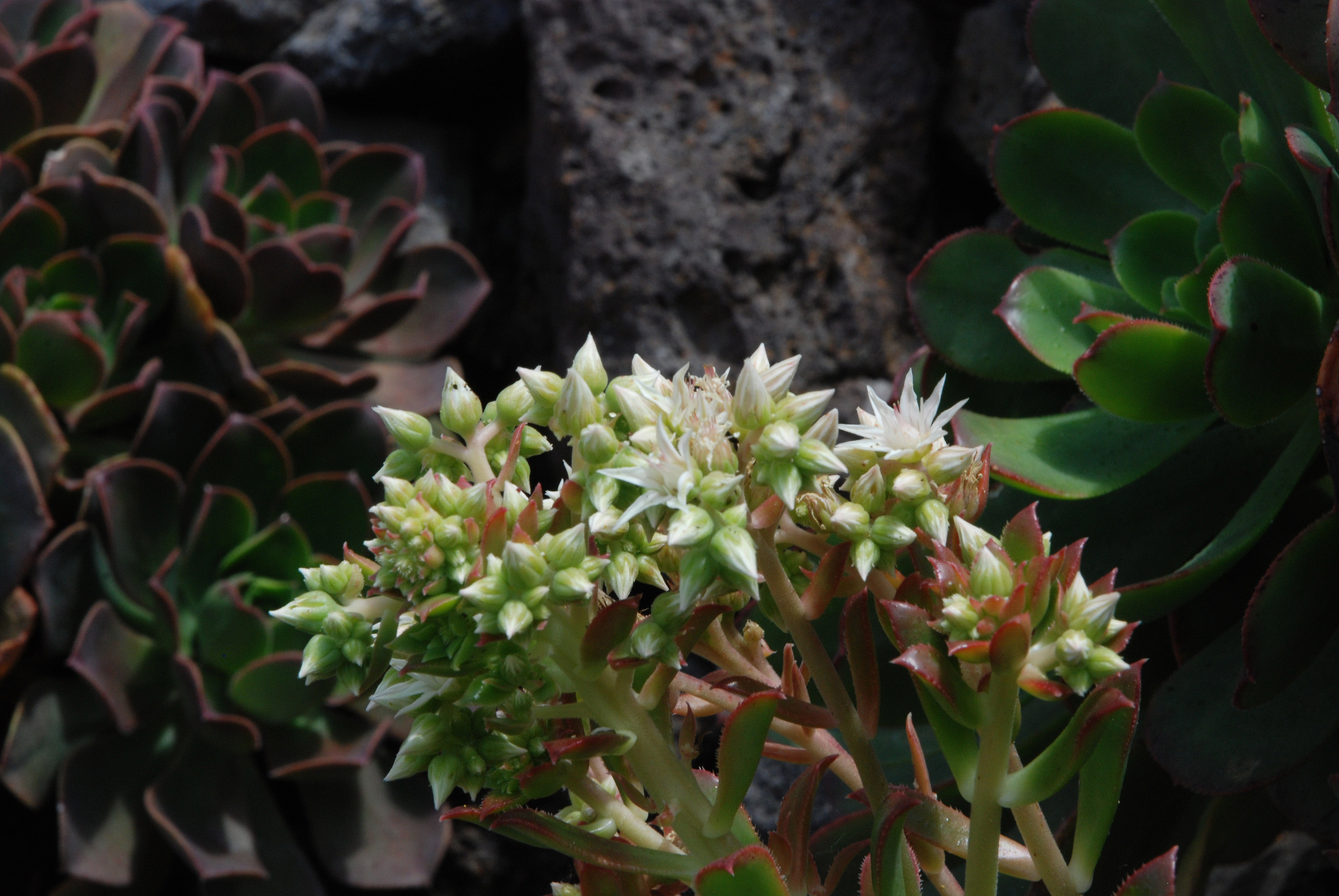
Blüten

Aeonium davidbramwellii ist eine Pflanzenart aus der Gattung Aeonium in der Familie der Dickblattgewächse (Crassulaceae).

## Beschreibung

### Vegetative Merkmale
Aeonium davidbramwellii wächst als mehrjähriger, wenig verzweigter Halbstrauch und erreicht Wuchshöhen von bis zu 100 Zentimeter. Die kahlen, netzartig gemusterten, aufsteigenden Triebe weisen einen Durchmesser von 7 bis 25 Millimeter auf. Ihre ziemlich flachen Rosetten erreichen einen Durchmesser von 6 bis 22 Zentimeter. Die verkehrt eiförmigen bis verkehrt lanzettlich-spateligen, dunkelgrünen bis gelblich grünen, schwach flaumhaarigen Laubblätter sind 3 bis 12 Zentimeter lang, 2 bis 4 Zentimeter breit und 0,2 bis 0,6 Zentimeter dick. Zur Spitze hin sind sie zugespitzt. Die Basis ist verschmälert oder keilförmig. Der Blattrand ist mit kegelförmigen Wimpern besetzt, die bis zu 0,5 Zentimeter lang sind. Die Blätter sind häufig entlang des Randes rötlich oder bräunlich variegat.

### Generative Merkmale
Der etwa eiförmige Blütenstand weist eine Länge von 10 bis 35 Zentimeter und eine Breite von 8 bis 25 Zentimeter auf. Der Blütenstandsstiel ist 5 bis 25 Zentimeter lang. Die sechs- bis achtzähligen Blüten stehen an einem 1 bis 4 Millimeter langen, schwach flaumhaarigen Blütenstiel. Ihre Kelchblätter sind schwach flaumhaarig. Die weißlichen, in der Regel grünlich variegaten, lanzettlichen, zugespitzten Kronblätter sind 6,5 bis 9 Millimeter lang und 1,5 bis 2,5 Millimeter breit. Die Staubfäden sind schwach flaumhaarig.

### Chromosomenzahl
Die Chromosomenzahl beträgt 2n = 36.

## Systematik und Verbreitung
Aeonium davidbramwellii ist auf La Palma in Höhen von bis zu 1000 Metern verbreitet.
Die Erstbeschreibung durch Ho-Yih Liu wurde 1989 veröffentlicht.
Die Artbezeichnung ehrt den britischen Botaniker in Tafira Alta, Gran Canaria, David Bramwell (1942–2022).

## Nachweise